# Джурадж II Балшич
Джурадж II Балшич (серб. Ђурађ II Балшић; *д/н - †1403) — князь Зети у 1385—1403 роках.

## Життєпис

### Боротьба з сусідами
Походив з династії Балшичів. Був сином Страцімира, князя Зети, та Міліци Мрнявчевич (донька Вукашина, короля сербів в Македонії). Стосовно дати народження та молодих років відомостей немає. 
Після загибелі стрийка Балши II в битві з османськими військами на Саврському полі володіння Балшичей — узбережжя Скадарського озера з містами Скадар, Дриваст і Лежачи — Джурадж II як старший в роду. Решта землі на півдні Албанії дісталися його вдові Балши II Комніни Валонській, доньці Руджіне і її чоловікові Мркше Жарковичу.
Втім князь Зети стикнувся з численними повстаннями феодалів, та атаками з боку сусідських держав.  Спочатку став самостійним Пал Дукаджині з містами Лежа і Дрин, потім рід Йонінів з землями між Драчем і Дрині. Карл Топія, князь Албанії, захопив місто Драч. Після 1386 року Вук Бранкович завоював Печ і Прізрен. Венеційці взяли Оногошт. У Верхній Зете відклалася династія Црноєвічів. Зрештою від володінь Джураджа II залишилася лише вузька смуга узбережжя між Скадарським озером і Адріатичним морем з містом Улцінь.

### Союз з Сербією
Водночас Джурадж II Балшич приєднався до альянсу, створеного Лазарем Хребеляновичем, що об'єднав більшість сербських володарів. Відповідно з одного пунктів князь Зети отримав 1/3 данини, що отримували серби з Дубровницької республіки. Водночас Зета самостійно встановила дипломатичні відносини з Османською імперією та іншими державами. 
Скориставшись цим Джурадж II звертався до османів, чиї війська двічі нападали на Боснію — у 1386 і 1388 роках. на цій підставі Джураджа Балшича дослідники розглядають як васала Оттоманської Порти. У 1388 році брав участь у поході румелійського бейлербея Лала-Сахін-паші у битві при Білечі, де османо-зетські війська зазнали поразки від Влатко Вуковича-Косача, герцога Св.Сави. 
Згідно з легендою, Джурадж II Балшич спрямував своє військо для участі в битві на Косовому полі 15 червня 1389 року, але воно на 3 дні запізнилося до місця бою. Після поразки сербів альянс сербських володарів розпався.

### Війни з османами
У 1390 році після того як його двоюрідний брат Кошта Балшич, який керував землями в долинах річок Бояна і Дрин, поступив на службу до османів, Джурадж II перейшов в жорстку опозицію до Османської імперії. В 1391 році він перейшов з православ'я у католицтво і в разі відсутності спадкоємця заповів свої володіння папі Боніфацію IX . Джурадж Балшич брав участь в Неаполітанської війні на боці Людовіка II Анжуйського проти Ладислава Неапольського. Втім князь Зети не зміг переконати сусідні держави утворити антиосманську коаліцію. В цих умовах, користуючись смертю Твртко I, короля Боснії, Джурадж II у 1391 році захопив важливе місто Котор.
У 1392 році османи захопили володіння Вука Бранковича і впритул підійшли до кордонів Зети. Вимушений одночасно боротися з Радичем Црноєвічем і Коштою Балшичем, Джурадж II пішов на перемовини з османами. Втім останні висунули нездійсненні умови, зажадавши половину території Зети, включно з містом Ульцинь. Того ж року в одному з боїв Джурадж II Балшич потрапив у полон до Їгіт-бея. Поки Джурадж знаходився в полоні, Радич Црноєвіч захопив околиці Котора і проголосив себе правителем Зети і Будви і визнав сюзеренітет Венеційської республіки. Не маючи іншого вибору, Джурадж Балшич передав османам міста Скадар, Дриваст і Светі-Срдж і виплатив річну данину заради свого звільнення.
Вийшовши на волю, князь Зети продовжував перемовини щодо антиосманської коаліції. Спочатку Джурадж II уклав угоду з Венецією. Скориставшись тим, що османи почали війну проти королівства Угорщина і господарства Волощина, в жовтні 1395 року Джурадж Балшич за допомогою венеційців відвоював міста Скадар і Светі-Срдж, після чого переміг Кошту Балшича, захопивши важливе місто Дань. В рамках угоди Джурадж II Балшич передав міста Скадар і Светі-Срдж а також Скадарське озеро з островами в управління Венеційській республіці в обмін на щорічну виплату компенсації в розмірі 1000 дукатів. Джурадж Балшич обіцяв захист вищезгаданим містах в разі нападу османських військ. Натомість став венеційським нобілем.
25 травня 1396 року в одному з боїв Джурадж II переміг й вбив Радича Црноєвіча, після чого захопив його володіння. Того ж року Венеційська республіка, користуючись монополією, знизила митні збори і розміри податків, в результаті чого доходи Балшичів скоротилися. У грудні 1396 році Сигізмунд, король Угорщини, після поразки від османів у битві при Нікополі, проходив землями Зети. Джурадж II Балшич надав Сигізмунду належний прийом. Натомість останній передав Зеті острова Хвар та Корчула.
У 1401 році венеційці перестали платити щорічну платню в 1000 дукатів. Вони звинуватили підданих Джураджа II в нападах на соляні склади в підконтрольних венеційцям містах. Розуміючи, що Венеція жадає захопити залишки володінь Балшичів, князь Зети знову почав перемовини з османами, але ті були зайняті війнами на інших фронтах. Джурадж Балшич був змушений піти на поступки венеційцям: відшкодував збитки від набігів на соляні склади і надав венеційським купцям торговельні привілеї й право вільно пересуватися його землями. Можливо, венеційці надали Джураджу ще одну послугу: в 1402 році в Драчі при нез'ясованих обставинах загинув противник Джураджа II — Кошта Балшич.

### Загибель
У серпні 1402 року в Зеті висадився Стефан Лазаревич, деспот Сербії, який повертався з Константинополя з молодою дружиною. Джурадж Балшич надав йому військо для боротьби проти конкурента Джураджа Бранковича. Джурадж II Балшича особисто взяв участь в битві при Трипіллі в листопаді 1402 року і від отриманих в бою ран помер в квітні 1403 року. Поховано в церкві Святої Катерини м.Улцінь. Йому успадкував син Балша III.